# Anneau de Schatzki
 (février 2023).
Si vous disposez d'ouvrages ou d'articles de référence ou si vous connaissez des sites web de qualité traitant du thème abordé ici, merci de compléter l'article en donnant les références utiles à sa vérifiabilité et en les liant à la section « Notes et références ».

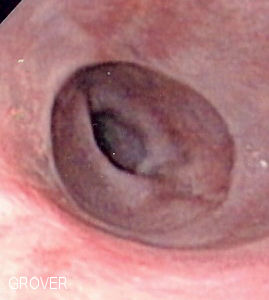
Anneau de Schatzki en avant-plan.

L’anneau de Schatzki est un épaississement muqueux ou musculaire de la partie inférieure de l'œsophage.

La maladie est favorisée par le reflux gastro-œsophagien et la hernie hiatale. Elle est bénigne et le plus souvent asymptomatique, ou bien provoque une dysphagie occasionnelle. 

## Diagnostic
Le diagnostic est posé par la gastroscopie ou le transit baryté de l'œsophage.

## Symptômes
L'anneau de Schatzki est la cause la plus commune de dysphagie. Celle-ci est fréquente lorsque le diamètre de l'oesophage est inférieur à 13 mm, et peut avoir lieu pour un diamètre inférieur à 20 mm.

## Traitement
Les formes symptomatiques seront traitées en première intention par IPP. Si le traitement médicamenteux ne suffit pas, une ou plusieurs dilatations œsophagiennes voire une incision de l'anneau peuvent s'avérer nécessaires,.
Il existe des risques de rechute, mais la prise d'IPP diminue ces risques. En cas de reflux gastro-oesophagien, le traitement de cette pathologie permet d'éviter les rechutes.